# Claus Jacobi
Claus Jacobi (4 de enero de 1927 - 17 de agosto de 2013) fue el editor de la revista alemana Der Spiegel desde 1962 hasta 1968. Fue arrestado durante el escándalo Spiegel.
Jacobi nació y murió en Hamburgo. En 1946, comenzó su carrera periodística. Su esposa Heidi (se casaron en 1971) sorprendentemente murió el 21 de febrero de 2012 mientras dormía.

## Obras (extracto)
- Die menschliche Springflut, 1969 (~ The population explosión of mankind)
- Uns bleiben 100 Jahre. Ursachen und Auswirkungen der Bevölkerungsexplosion, 1986, ISBN 3-550-07739-4 (~ We still have 100 years. Reasons for and effects of the population explosión)
- Fremde, Freunde, Feinde. Eine private Zeitgeschichte, 1991, ISBN 3-550-07804-8
- Aufbruch zwischen Elbe und Oder. Die neuen deutschen Länder, 1995, ISBN 3-550-07084-5 (~ start-up between Elbe and Oder. The new German Bundesländer)
- 50 Jahre Axel-Springer-Verlag. 1946–1996, 1996
- Der Schokoladenkönig. Das unglaubliche Leben des Hans Imhoff, 1997, ISBN 3-7844-2650-6
- Unsere fünfzig Jahre. Erinnerungen eines Zeitzeugen, 1999, ISBN 3-7766-2117-6
- Im Rad der Geschichte. Deutsche Verhältnisse, 2002, ISBN 3-7766-2237-7
- Der Verleger Axel Springer. Eine Biographie aus der Nähe, 2005, ISBN 3-7766-2440-X